# Ara Ubiorum
Die ara Ubiorum (dt. Altar der Ubier; auf Deutsch auch: Ubieraltar) war ein römisches Heiligtum im oppidum Ubiorum, dem heutigen Köln. Es wurde im letzten Jahrzehnt des 1. Jahrhunderts v. Chr. errichtet und war der Göttin Roma und dem römischen Kaiser geweiht: Hier sollten die von Augustus unterworfenen Germanen durch Opfer ihre Treue zu Rom und dem Kaiser erweisen. Analog zur Ara trium Galliarum wurde hier das Concilium provinciae („germanischer Landtag“) für die geplante Provinz Germanien eingerichtet. An der ara Ubiorum versahen ranghohe Germanen das Priesteramt.

## Geschichte
Für das Jahr 9 n. Chr. überliefert Tacitus, dass der Cherusker Segimundus hier Dienst tat. Als ihn die Nachricht von der Niederlage des Publius Quinctilius Varus in der Varusschlacht erreichte, soll sich Segimundus die Priesterbinde vom Kopf heruntergerissen haben und über den Rhein nach Germanien geflohen sein, um sich den Aufständischen anzuschließen.
Spätestens mit der Aufgabe der rechtsrheinischen Territorien im Jahr 16 n. Chr. verlor das Heiligtum seine überregionale Bedeutung. Dennoch wurde es im römischen Köln weiterhin gepflegt.

## Lage
Bei der ara Ubiorum muss es sich um eine repräsentative und weithin sichtbare Anlage gehandelt haben. Ihre Spuren verlieren sich im späteren römischen Köln (Colonia Claudia Ara Agrippinensium). Das oppidum Ubiorum lag innerhalb des nach der Koloniegründung der CCAA errichteten Mauerberings, vermutlich auf der Hauptachse der römischen Stadt, die durch das Forum verlief. Das bedeutet, dass die Ara vermutlich im Bereich von Alt St. Alban und Gürzenich lag, worauf auch der archäologische Befund deutet. Die Forschung hat die ara Ubiorum an den unterschiedlichsten Orten zu lokalisieren versucht, doch scheint sich anzudeuten, dass der prominente genannte Ort der wahrscheinlichste ist.